# Vulcanologia

Schema strutturale di un vulcano.

La vulcanologia è la specializzazione della geologia che studia i processi e fenomeni vulcanici, i loro prodotti (solidi e/o gassosi) le loro morfologie, gli eventi eruttivi a questi correlati, la pericolosità ed il rischio vulcanico. Un vulcanologo è uno scienziato che si occupa di indagini sui vulcani, attivi e non, utilizzando uno o più metodi inerenti più discipline: la petrologia, la geochimica, la geofisica, la geologia.

## Storia

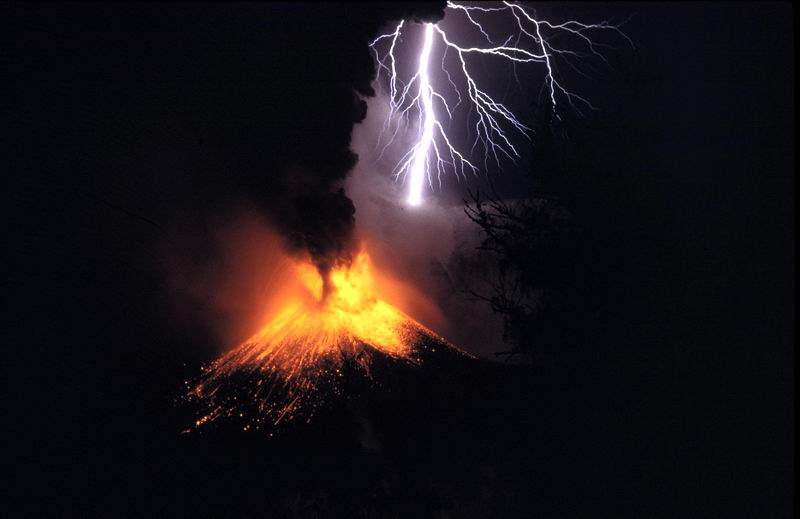
Un'eruzione vulcanica.

La storia della vulcanologia è, come la maggior parte delle altre della Storia delle scienze naturali, segnata da tre grandi tappe. Una tappa superstiziosa dove le credenze e i miti religiosi dominano largamente sulle conoscenze; dopo questa c'è un apporto scientifico che cerca di conciliare le osservazioni e le credenze e infine un approccio rigorosamente scientifico del fenomeno che non avverrà se non a partire dal XVIII secolo per merito di William Hamilton (1730-1803), più tardi dunque delle altre scienze naturali. Infine, nel 1912, con la teoria della deriva dei continenti di Alfred Wegener, i meccanismi, che non solamente provocano le eruzioni, ma anche i terremoti, cominciano ad essere compresi.

## Descrizione

### Obiettivo

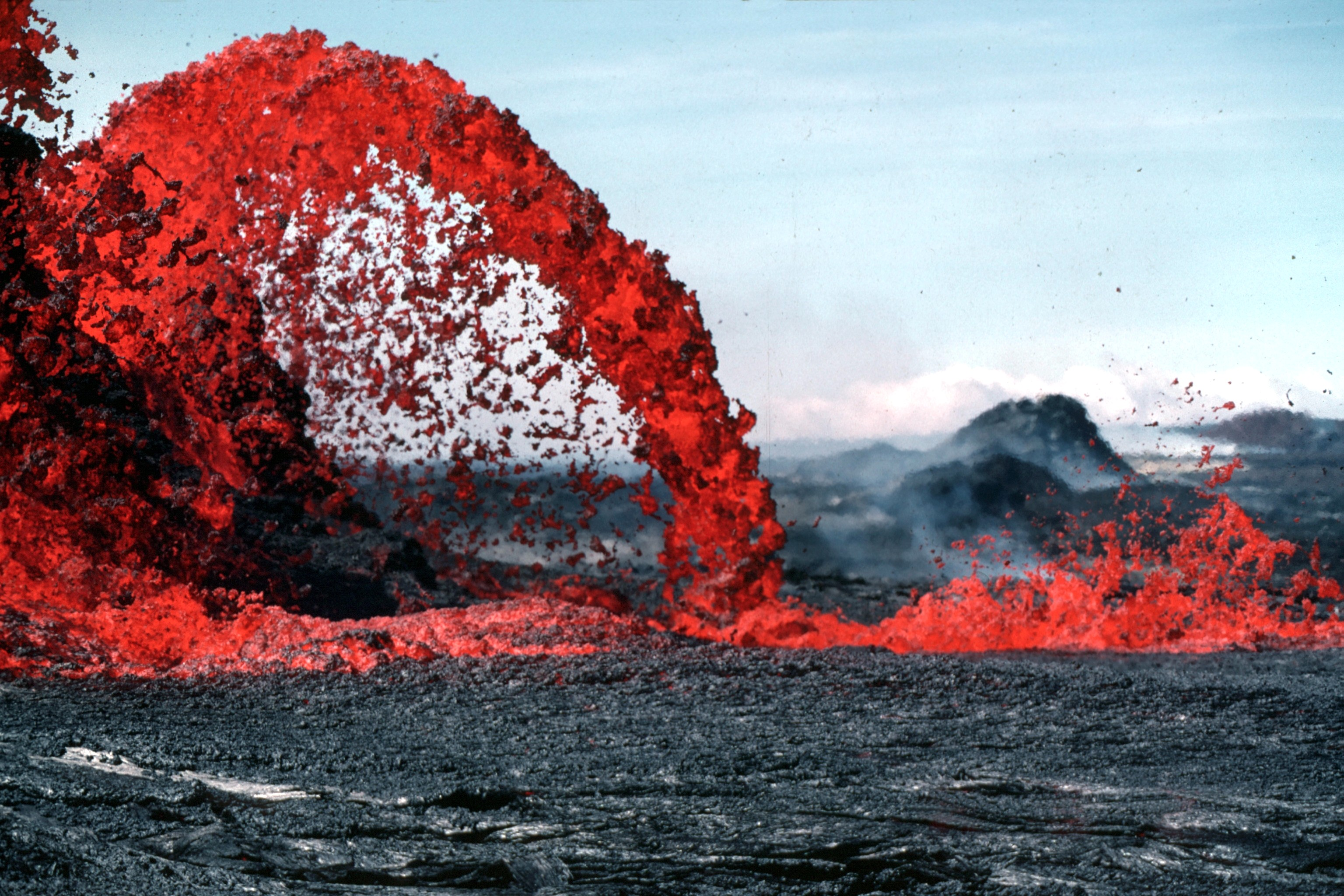
Colata lavica

Gli obiettivi di questa scienza sono di comprendere l'origine e il funzionamento dei vulcani e dei fenomeni connessi al fine di stabilire una diagnosi (per un periodo determinato) sui rischi e i pericoli in cui incorrono le popolazioni e le attività umane. Gli studi e le ricerche si svolgono in un primo tempo sul campo con lo scopo di procedere a raccolte d'informazioni sulle forme di osservazioni, misure e campionatura e in un secondo tempo in laboratorio per analizzare e interpretare i dati e i campioni.
I vulcanologi, aiutati dai progressi nel campo della metrologia, procedono a un censimento dei vulcani e all'elaborazione di una classificazione secondo il tipo eruttivo: hawaïano, stromboliano, vulcaniano, peléeniano, pliniano e surtseyano. I vulcanologi mostreranno anche il nesso tra geyser, fumarole, solfatare e vulcani spiegando i loro funzionamenti. Differenti formazioni geologiche saranno ugualmente spiegate dal vulcanismo e il luogo e gli eventi saranno lo scopo di numerose ricerche: dicchi, camini vulcanici, colate di lava, ignimbrite, pozzolane, guyot, atolli, ecc.

### Strumenti di misura e osservazioni
Diversi strumenti di misura sono stati elaborati o presi in prestito da altre discipline allo scopo di ottenere dati affidabili sul funzionamento dei vulcani e particolarmente la previsione delle loro eruzioni. L'evento scatenante un'eruzione vulcanica è l'arrivo del magma nella camera magmatica che provoca un aumento di pressione. Avviene un rigonfiamento del vulcano dovuto alla dilatazione delle rocce e alla potenza del magma sulle pareti. Questo rigonfiamento del vulcano va a generare dei microsismi, un aumento dell'inclinazione dei suoi pendii, un aumento del diametro del cratere o della caldera in sommità. L'arrivo del magma nella camera magmatica provoca una fuoriuscita di gas dal serbatoio che può essere registrata come un'anomalia termica con l'aiuto di un termometro all'infrarosso o di un pirometro.
I sismografi permettono ai vulcanologi di rilevare i microsismi provocati dalla messa in pressione della camera magmatica. I sismografi possono anche rilevare il tremore: proprio prima di un'eruzione vulcanica, la risalita del magma lungo il camino vulcanico genera una vibrazione continua e leggera del vulcano. Questo tremore costituisce così un segnale affidabile che permette di preannunciare l'imminenza di un'eruzione.
L'inclinometro, accelerometro e tiltmetro misurano le variazioni di pendenza del vulcano fino a una precisione di uno per milione. Essi sono posti in differenti luoghi sui pendii del vulcano quando è in fase di riposo. La messa sotto pressione della camera magmatica provoca un gonfiamento del vulcano che vede l'inclinazione dei suoi pendii accentuarsi. In seguito all'eruzione vulcanica, la pressione nella camera magmatica si abbassa facendo diminuire l'inclinazione dei pendii del vulcano. Così il vulcanologo può prevedere l'inizio e la fine prossima di un'eruzione quando gli inclinometri indicano una variazione della pendenza del vulcano.
L'altimetro gioca un ruolo di complemento all'inclinometro. Posto ugualmente sui pendii del vulcano, indicherà gli aumenti e le diminuzioni di altitudine secondo i gonfiamenti e gli sgonfiamenti del vulcano.
L'interferometro permette di misurare la distanza fra due punti grazie a un laser. L'apparecchio di misura e il riflettore, posti alle due estremità opposte di un cratere o di una caldera, permettono d'indicare un aumento o una diminuzione della taglia del cratere o della caldera, segno che il vulcano si gonfia o sgonfia secondo la pressione che vi è nella camera magmatica.
La campionatura permette di determinare il tipo e il passato eruttivo del vulcano secondo la natura, la proporzione e la composizione delle lave, tefriti e gas. La ripresa dell'emissione di gas di un vulcano o la variazione nelle loro composizioni, può costituire un indice determinante per l'imminenza e le caratteristiche (tipo eruttivo, potenza, ecc.) di un'eruzione. I vulcanologi procedono anche a misurare le temperature dei gas e della lava in fusione grazie a un pirometro.
Durante un'eruzione vulcanica, i vulcanologi sul posto possono procedere a differenti misurazioni, osservazioni e campionature: prelevamenti di lava liquida, di gas, di tefrite, osservazione dello svolgimento dell'eruzione (altezza del pennacchio vulcanico, numero e potenza delle esplosioni, delle fontane di lava, velocità e temperatura delle colate di lava).
Il vulcanologo effettua ugualmente misurazioni topografiche, con l'aiuto di teodoliti, e geologiche (prelevamenti di rocce) con lo scopo di realizzare una carta e una cronistoria dei rischi vulcanici nei dintorni del vulcano.

### Analisi e interpretazioni
Quando è possibile, le analisi vengono condotte nell'osservatorio vulcanologico del vulcano studiato.
Le misurazioni effettuate con l'ausilio degli strumenti sono decifrate, comparate con il passato del vulcano e confrontate con quelle di altri vulcani, mentre i campioni subiscono una serie di misurazioni e analisi chimiche, cristallografiche, fisiche e geochimiche.
La sintesi dei risultati e il loro confronto permette così di realizzare diagrammi e cartografie, permettendo di stabilire una cronistoria del vulcano e di valutare il rischio eruttivo per un periodo più o meno lungo.
Nella fase di previsione di un'eruzione, i vulcanologi confrontano le differenti misure effettuate. Se uno o più fattori del vulcano variano (composizione del gas, pendio del vulcano, sismicità), questo viene valutato come possibile indizio di un'eruzione imminente.

### Petrografia e mineralogia
Due grandi tipi di rocce vulcaniche costituiscono il 95% delle lave e del tefra emessi dai vulcani: basalti e andesiti.
Queste due rocce sono in maggioranza formate da cristalli di silice, feldspati e pirosseni misti a un vetro vulcanico che non ha avuto il tempo di cristallizzare completamente a causa della risalita e del raffreddamento brusco del magma. L'ossidiana per esempio non è formata che di vetro vulcanico. Il basalto, generato dal magmatismo di punto caldo e di dorsale, risulta dalla fusione parziale del mantello per decompressione ai livelli delle dorsali. L'origine del magma proveniente dai punti caldi è ancora soggetto a dibattito. È una lava fluida giacché è relativamente povera in gas e in silice (intorno al 45%). L'andesite, generata dal magmatismo di subduzione, risulta dalla fusione parziale del mantello per idratazione ai livelli delle fosse di subduzione. Le andesiti sono più pastose poiché sono più ricche in gas e in silice (intorno al 55%). La viscosità di un magma dipende dal tenore in silice giacché è questo minerale che determina il numero di legami possibili con l'ossigeno: più un magma contiene silice, più esso è viscoso e più l'eruzione vulcanica avrà tendenza esplosiva.
La carbonatite è una lava molto rara composta in maggior parte di carbonato di calcio (calcite), carbonato doppio di calcio e magnesio (dolomite), carbonato di ferro e magnesio (siderite-magnesite) o carbonato di sodio. Molto fluida, possiede molta poca silice (meno dell'1%), temperatura poco elevata (500-550 °C); è nera quando viene emessa, ma sbianca a contatto dell'aria una volta raffreddata (qualche ora), giacché i suoi minerali reagiscono all'umidità ambientale. Solo l'Ol Doinyo Lengai emette carbonatiti attualmente.

## Vulcani del decennio

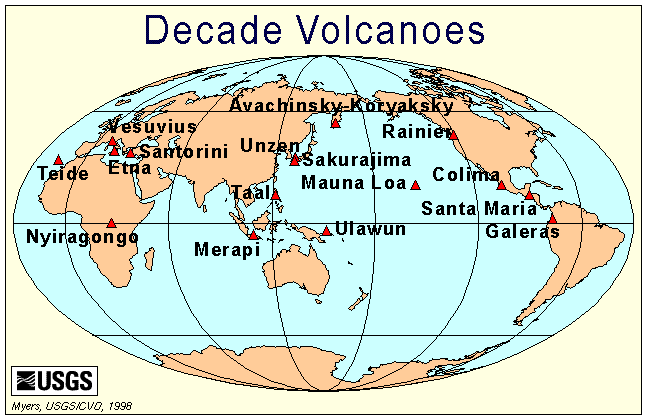
Mappa di localizzazione dei 16 Vulcani del Decennio

Gli anni '90 sono stati dichiarati « Decennio internazionale per la riduzione delle catastrofi naturali » dall'Organizzazione delle Nazioni unite. L'IAVCEI (per International Association of Volcanology and Chemistry of the Earth's Interior letteralmente Associazione internazionale della vulcanologia e della chimica all'interno della Terra) ha allora deciso di stilare una lista di vulcani attivi o recentemente attivi e suscettibili, secondo il loro passato eruttivo e la loro prossimità alle zone popolate, di produrre grandi catastrofi vulcaniche. Lo scopo di questa lista composta di sedici vulcani (« Decade volcanoes » in inglese) è di promuovere il loro studio e la sensibilizzazione delle popolazioni a loro soggetti al fine di prevenire ogni rischio umano.
I sedici vulcani sono:
| - la coppia Avachinsky-Koryaksky in Russia - Volcán de Colima in Messico - Etna in Italia - Galeras in Colombia - Mauna Loa negli Stati Uniti - Merapi in Indonesia - Nyiragongo nel Repubblica Democratica del Congo - Monte Rainier negli Stati Uniti d'America | - Sakurajima in Giappone - Santa María / Santiaguito in Guatemala - Santorini in Grecia - Taal nelle Filippine - Teide in Spagna - Ulawan in Papuasia-Nuova Guinea - Monte Unzen in Giappone - Vesuvio in Italia |
L'attenzione accresciuta data a questi vulcani ha particolarmente permesso qualche successo:
- deviazione di una colata di lava sull'Etna nel 1992 evitando così la distruzione di abitazioni;
- migliore comprensione della storia del Galeras;
- migliore comprensione dell'implicazione dell'acqua nelle eruzioni del Taal;
- adattamento della legislazione nel caso di nuove costruzioni ai bordi del Monte Rainier;
- riduzione della densità delle abitazioni nella caldera del Taal;
- elaborazione di un piano di evacuazione dell'agglomerato urbano di Napoli.

Ma gli scienziati e le autorità hanno anche incontrato importanti problemi: 
- il fallimento della gestione dell'eruzione del Monte Unzen con la morte di 43 persone di cui tre vulcanologi nel 1991;
- la morte di sei vulcanologi e di tre turisti nel cratere del Galeras nel corso di una eruzione non prevista nel 1993. I vulcanologi, che non avevano previsto l'escursione sul vulcano, stavano partecipando a un dibattito di vulcanologia nella città di Pasto;
- l'impossibilità d'avvicinare il Santa María a causa della guerra civile (1960-1996) in Guatemala fino al 1996, data della firma del cessate il fuoco;
- lo scatenamento del genocidio del Ruanda e Zaire e la destabilizzazione del regime di Mobutu Sese Seko con la prima e la seconda guerra del Congo, impedendo d'avvicinare il Nyiragongo a partire dal 1996;
- i crediti limitati accordati a questi studi.

## Vulcanologi celebri
- Plinio il Vecchio, 23-79 romano
- Plinio il Giovane, 61-114 romano

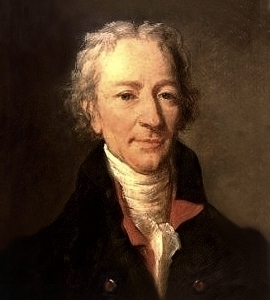
Déodat de Dolomieu

- il conte di Buffon, 1707-1788 francese
- James Hutton, 1726-1797 britannico
- William Hamilton, 1730-1803 britannico
- Barthélemy de Saint-Fond, 1741-1819 francese
- Déodat de Dolomieu, 1750-1801 francese
- Jean-Baptiste Bory de Saint-Vincent, 1778-1846 francese
- George Poulett Scrope, 1797-1876 britannico
- Robert Mallet, 1810-1881 britannico
- Ferdinand Fouqué, 1828-1904 francese
- Orazio Silvestri, 1835-1890 italiano
- Charles Vélain, 1845-1925 francese
- Giuseppe Mercalli, 1850-1914 italiano
- Alfred Lacroix, 1863-1948 francese
- Haroun Tazieff, 1914-1998 francese
- Don Peterson, 1925-2003 statunitense
- George Walker, 1926-2005 britannico
- Robert W.Decker, 1927-2005 americano
- Keiiti Aki, 1930-2005 giapponese
- Jean-Louis Cheminée, 1937-2003 francese
- Claude Allègre, 1937- francese
- Katia Krafft, 1942-1991 francese
- Peter Williams Francis, 1944-1999 britannico
- Maurice Krafft, 1946-1991 francese
- Henry Gaudru, 1948- francese
- David Johnston, 1949-1980 americano
- Jacques-Marie Bardintzeff, 1953- francese